# Crispian St. Peters
Crispian St. Peters, geboren als Robin Peter Smith, (Swanley, 5 april 1939 - aldaar, 8 juni 2010) was een Britse popsinger-songwriter, vooral bekend om zijn werk in de jaren 1960, met name hitnummers geschreven door het duo The Changin' Times, waaronder The Pied Piper en You Were on My Mind van Ian & Sylvia.

## Carrière
Robin Peter Smith werd geboren in Swanley, Kent en ging naar de Swanley Secondary Modern School. Hij leerde gitaar en verliet in 1954 de school om assistent-bioscoopoperateur te worden. Als jonge man trad hij op in verschillende relatief onbekende bands in Engeland. In 1956 gaf hij zijn eerste liveoptreden als lid van The Hard Travellers. Door de late jaren 1950 en vroege jaren 1960 was hij lid van The Country Gentlemen, Beat Formula Three en Peter & The Wolves.

### Decca Records
Toen hij in 1963 lid was van Beat Formula Three, werd hij gehoord door David Nicholson, een EMI-publicist die zijn manager werd. Nicholson suggereerde dat hij een artiestennaam zou gebruiken, aanvankelijk Crispin Blacke en vervolgens Crispian St. Peters, en promootte vervolgens zijn cliënt als negentienjarige, waarbij hij vijf jaar aftrok van zijn werkelijke leeftijd van 24. In 1964 maakte St. Peters als lid van Peter & The Wolves zijn eerste commerciële opname. Hij werd door Nicholson overgehaald om solo te gaan en werd in 1965 gecontracteerd bij Decca Records. Zijn eerste twee singles No No No en At This Moment bij dit platenlabel bleken niet succesvol in de hitlijsten. Hij had in februari van dat jaar in het Verenigd Koninkrijk twee televisieoptredens in de shows Scene at 6.30 en Ready Steady Go!
In 1966 leverde St. Peters' carrière uiteindelijk een Top 10 hit op in de UK Singles Chart met You Were on My Mind, een nummer geschreven en voor het eerst opgenomen in 1964 door het Canadese folkduo Ian & Sylvia en een hit in de Verenigde Staten voor We Five in 1965. De single van St. Peters werd uiteindelijk nummer 2 in het Verenigd Koninkrijk en werd vervolgens in de Verenigde Staten uitgebracht bij het in Philadelphia gevestigde label Jamie Records. Het kwam pas een jaar na zijn vierde publicatie in de Verenigde Staten in de hitparade, The Pied Piper werd bekend als zijn kenmerkende nummer en een Top 10-hit in de Verenigde Staten en het Verenigd Koninkrijk.
Hoewel zijn volgende single, een versie van het nummer Changes van Phil Ochs, ook de hitparade bereikte in zowel het Verenigd Koninkrijk als de Verenigde Staten, was het veel minder succesvol. In 1967 bracht St. Peters zijn eerste lp Follow Me... uit met een aantal van zijn eigen nummers, evenals de single Free Spirit. Een daarvan, I'll Give You Love, werd opgenomen door Marty Kristian in een door St. Peters geproduceerde versie en werd een grote hit in Australië. Het album van St. Peters werd gevolgd door zijn eerste ep Almost Persuaded, maar in 1970 werd hij gedropt door Decca. You Were on My Mind was te zien in de Duitse film Jenseits Der Stille (Beyond Silence) uit 1966.

### Square Records
Later in 1970 tekende hij bij Square Records. Onder dit nieuwe platencontract bracht St. Peters dat jaar zijn tweede lp Simply uit met voornamelijk country- en westernnummers. Nog later brachten ze in 1986 zijn eerste cassette The Gospel Tape uit en een tweede cassette New Tracks on Old Lines in 1990. Zijn derde cassette Night Sessions, Vol. 1 werd uitgebracht in 1993.
Er kwamen ook verschillende cd's van dit platencontract, waaronder Follow Me in 1991, The Anthology in 1996, Night Sessions, Vol. 1 in 1998, The Gospel Tape in 1999 en ten slotte Songs From The Attic in 2000. Hij trad ook op tijdens verschillende nostalgische tournees uit de jaren 1960 en bleef schrijven en arrangeren voor anderen tot zijn latere gezondheidstoestand.

## Privéleven en overlijden
Van 1969 tot 1974 was St. Peters getrouwd met Collette. Het huwelijk bracht een dochter voort, Samantha, en een zoon, Lee.
Op 1 januari 1995 kreeg hij op 55-jarige leeftijd een beroerte. Zijn muziekcarrière werd hierdoor ernstig verzwakt en in 2001 kondigde hij zijn afscheid van de muziekindustrie aan. Na 2003 werd hij verschillende keren opgenomen in het ziekenhuis met een longontsteking.

## Discografie

### Singles
- 1965: At This Moment
- 1965: No, No, No
- 1965: You Were on My Mind
- 1966: The Pied Piper
- 1966: Changes
- 1966: But She's Untrue
- 1967: Almost Persuaded
- 1967: Free Spirit
- 1968: That's the Time
- 1968: Low Bad Hurting (als Country Smith)
- 1968: Carolina
- 1968: Look into My Teardrops
- 1968: Please Take Me Back
- 1970: So Long
- 1970: Wandering Hobo
- 1972: Take Me Home, Country Roads (als Wheels)
- 1974: Do Daddy Do

### Albums
- 1966: The Pied Piper
- 1966: Follow Me …
- 1970: Simply

### Compilaties
- 1973: The World Of
- 1982: The Pied Piper
- 1996: The Anthology
- 2009: The Pied Piper (2 CDs)

### Ep's
- 1966: You Were on My Mind / What I'm Gonna Be / The Pied Pipper / Sweet Dawn My True Love
- 1966: Changes
- 1967: Almost Persuaded
- 1969: The Golden Era of Hits Vol. 7

### NPO Radio 2 Top 2000
| Nummers met noteringen in de NPO Radio 2 Top 2000 | '99  | '00  | '01  | '02  | '03  | '04  | '05  | '06  | '07 | '08  |
| ------------------------------------------------- | ---- | ---- | ---- | ---- | ---- | ---- | ---- | ---- | --- | ---- |
| The Pied Piper                                    | -    | 1119 | 1660 | 1656 | 1602 | 1517 | 1812 | 1969 | -   | 1913 |
| You Were on My Mind                               | 1460 | 1647 | 1782 | 1707 | 1911 | 1938 | -    | -    | -   | -    |

1. ↑  Een '-' betekent dat het nummer niet was genoteerd en een vetgedrukt getal geeft de hoogste notering van een nummer aan.
2. ↑  Deze tabel is bijgewerkt tot en met de laatste editie (2024).

- Gemeinsame Normdatei: 134505700
- International Standard Name Identifier: 0000 0003 6853 3420
- Library of Congress Control Number: no98035271
- MusicBrainz: 159e43b3-aa1b-4e31-9a09-0bf03426ceb4
- Nationale Bibliotheek van Tsjechië: xx0145440
- Nationale Bibliotheek van Israël: 987007352090705171
- Virtual International Authority File: 58693881
- WorldCat: E39PCjChyyPrPbJfF7vtgVWXcX